# Étray
Étray ist eine französische Gemeinde mit 290 Einwohnern (Stand: 1. Januar 2022) im Département Doubs in der Region Bourgogne-Franche-Comté.

## Geographie
Étray liegt auf 722 m über dem Meeresspiegel, drei Kilometer südlich von Valdahon und etwa 27 Kilometer südöstlich der Stadt Besançon (Luftlinie). Das Dorf erstreckt sich im Jura, an einem leicht nach Westen geneigten Hang auf dem Plateau von Valdahon, dem sogenannten ersten Plateau des Juras, nördlich der ersten höheren Juraketten.
Die Fläche des 6,00 km² großen Gemeindegebiets umfasst einen Abschnitt des französischen Juras. Das gesamte Gebiet wird vom nur schwach reliefierten Hochplateau von Valdahon eingenommen, das durchschnittlich auf 700 m liegt. Es ist überwiegend von Acker- und Wiesland, teils auch von Wald bestanden und steigt gegen Südosten leicht an. Auf der Höhe östlich des Dorfes wird mit 759 m die höchste Erhebung von Étray erreicht. Das Plateau besitzt keine oberirdischen Fließgewässer, weil das Niederschlagswasser im verkarsteten Untergrund versickert. Im Westen verläuft die Grenze meist in einem Trockental, das sich von Nods nach Étalans hinzieht.
Nachbargemeinden von Étray sind
- Valdahon im Norden,
- Épenoy im Nordosten,
- Les Premiers Sapins mit Rantechaux im Osten sowie Vanclans und Nods im Süden,
- Vernierfontaine und Fallerans im Westen.

## Geschichte
Erstmals urkundlich erwähnt wird Étray bereits im Jahr 937. Im Mittelalter gehörte das Dorf zur Herrschaft Cicon. Zusammen mit der Franche-Comté gelangte es mit dem Frieden von Nimwegen 1678 an Frankreich. Heute ist Étray Mitglied des Gemeindeverbandes Portes du Haut-Doubs.
Mit 1. Januar 2009 erfolgte eine Änderung der Arrondissementszugehörigkeit der Gemeinde. Bislang zum Arrondissement Besançon gehörend, kamen alle Gemeinden des Kantons zum Arrondissement Pontarlier.

## Sehenswürdigkeiten
Die Kirche Saint-Ferréol-et-Ferjeux wurde 1736 im Stil des Klassizismus errichtet. Im Ortskern sind verschiedene Bauernhäuser im charakteristischen Stil der Franche-Comté aus dem 18. und 19. Jahrhundert erhalten. In einem Wäldchen auf der Höhe östlich des Dorfes befindet sich eine kleine Landkapelle.

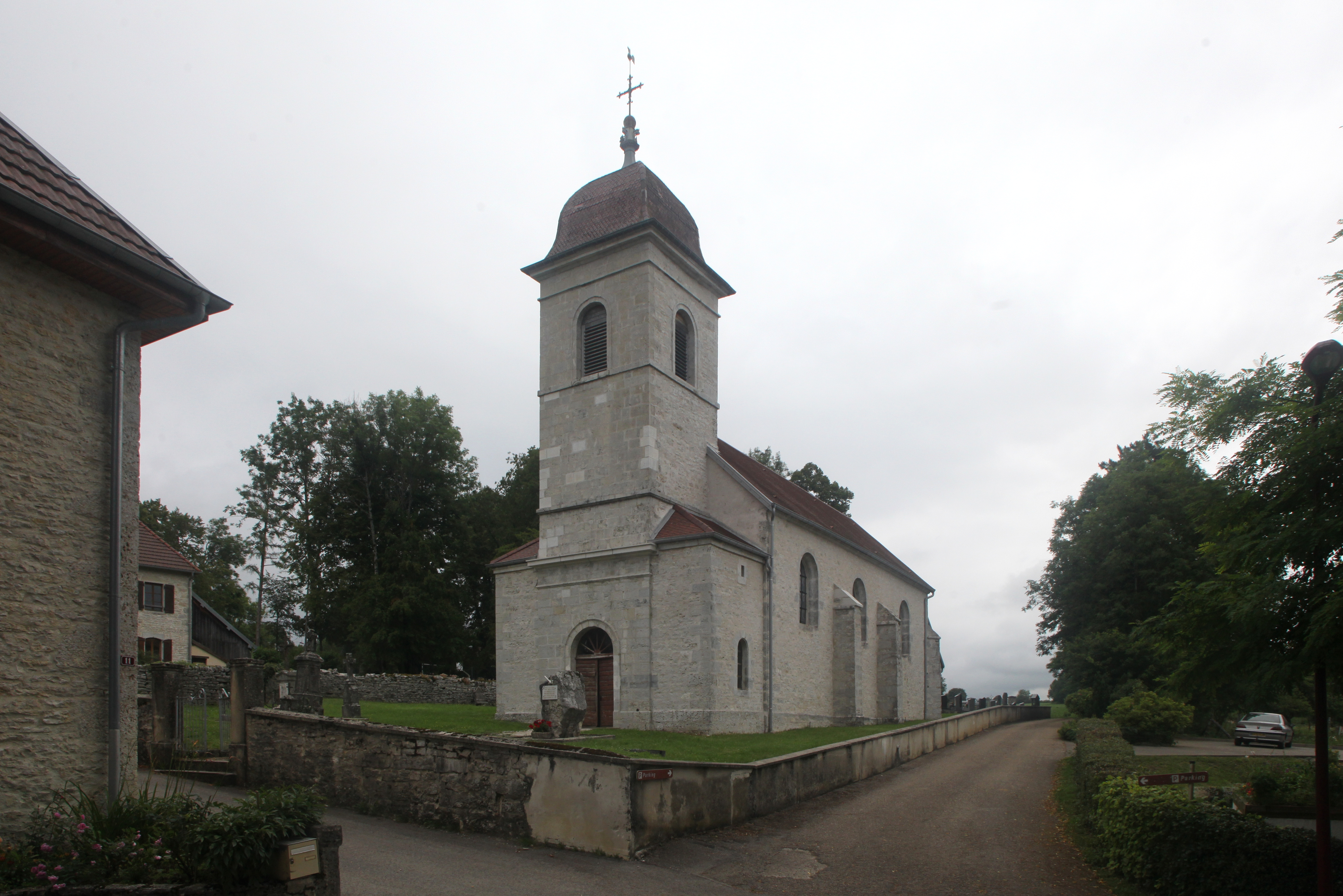
Kirche Saint-Ferréol-et-Ferjeux
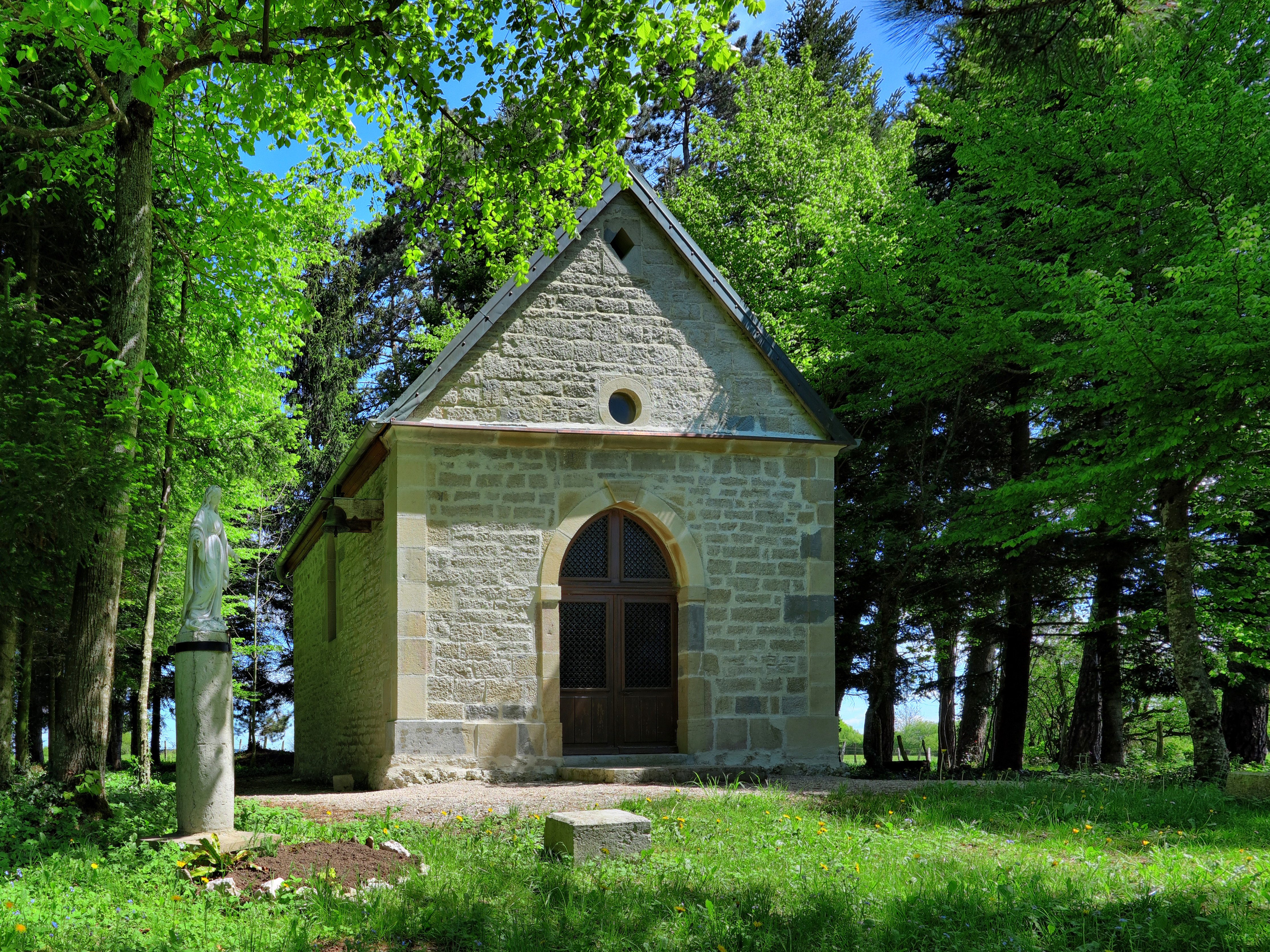
Kapelle
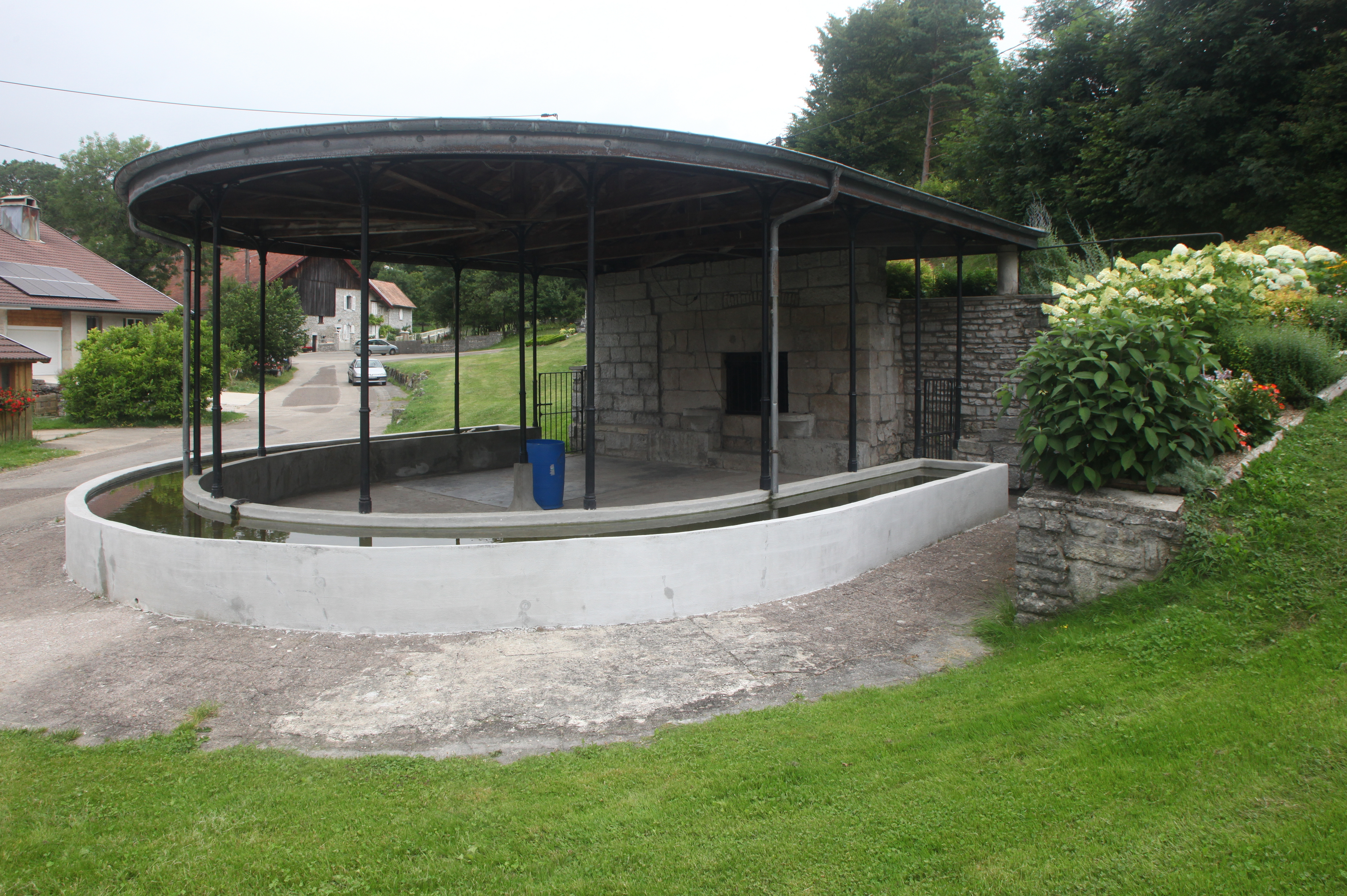
Lavoir

## Bevölkerung
| Jahr                       | 1962 | 1968 | 1975 | 1982 | 1990 | 1999 | 2006 | 2016 |
| Einwohner                  | 99   | 109  | 88   | 104  | 115  | 132  | 172  | 262  |
| Quellen: Cassini und INSEE |      |      |      |      |      |      |      |      |

Mit 290 Einwohnern (1. Januar 2022) gehört Étray zu den kleinen Gemeinden des Départements Doubs. Nachdem die Einwohnerzahl in der ersten Hälfte des 20. Jahrhunderts deutlich abgenommen hatte (1881 wurden noch 182 Personen gezählt), wurde seit Mitte der 1970er Jahre wieder ein kontinuierliches Bevölkerungswachstum verzeichnet.

## Wirtschaft und Infrastruktur
Étray war bis weit ins 20. Jahrhundert hinein ein vorwiegend durch die Landwirtschaft (Ackerbau, Obstbau und Viehzucht) geprägtes Dorf. Daneben gibt es heute einige Betriebe des lokalen Kleingewerbes. Mittlerweile hat sich das Dorf auch zu einer Wohngemeinde gewandelt. Viele Erwerbstätige sind Wegpendler, die in den größeren Ortschaften der Umgebung ihrer Arbeit nachgehen.
Die Ortschaft liegt abseits der größeren Durchgangsstraßen an einer Departementsstraße, die von Valdahon nach Nods führt. Straßenverbindungen bestehen mit Épenoy und Vernierfontaine.